# キタグウェンダ県
キタグウェンダ県（キタグウェンダけん、英語: Kitagwenda District）はウガンダの県である。

## 隣接する県
- カムウェンゲ県
- イバンダ県
- ブフウェジュ県
- ルビリジ県
- カセセ県